# Кастелнуово Дон Боско
Кастелнуово Дон Боско (итал. Castelnuovo Don Bosco) је насеље у Италији у округу Асти, региону Пијемонт.
Према процени из 2011. у насељу је живело 2018 становника. Насеље се налази на надморској висини од 239 м.

## Становништво
| 1936. | 1951. | 1961. | 1971. | 1981. | 1991. | 2001. | 2011. |
| ----- | ----- | ----- | ----- | ----- | ----- | ----- | ----- |
| 3.235 | 2.897 | 2.761 | 2.576 | 2.712 | 2.793 | 3.038 | 3.260 |